# Les Méchants
 (mars 2021).
Si vous disposez d'ouvrages ou d'articles de référence ou si vous connaissez des sites web de qualité traitant du thème abordé ici, merci de compléter l'article en donnant les références utiles à sa vérifiabilité et en les liant à la section « Notes et références ».
Pour plus de détails, voir Fiche technique et Distribution.
Les Méchants est un film français de Mouloud Achour et Dominique Baumard, sorti en 2021.
De nombreuses personnalités apparaissent dans des rôles secondaires : Mathieu Kassovitz, Samy Naceri, Pierre Palmade, Oxmo Puccino, China Moses, Alban Ivanov ou encore Élie Semoun.

## Synopsis
Après avoir volé une console de jeux vidéo à des migrants, Sébastien tente de la revendre à Patrick, un gentil. Mais quand un rappeur tout juste sorti de prison, une présentatrice de télévision prête à tout pour faire le buzz et des trafiquants de clics s'en mêlent, Patrick et Sébastien deviennent les Méchants les plus recherchés de France.

## Fiche technique
Sauf indication contraire, les informations mentionnées dans cette section peuvent être confirmées par les bases de données cinématographiques IMDb et Allociné,  présentes dans la section « Liens externes ».
- Titre : Les Méchants
- Réalisation : Mouloud Achour et Dominique Baumard
- Scénario : Mouloud Achour et Dominique Baumard
- Photographie : Marco Graziaplena
- Société de production : Srab films ; SOFICA : Cofinova 16, SG Image 2018, Sofitvciné 7
- Pays de production :  France
- Genre : comédie
- Date de sortie :
  - France : 8 septembre 2021

## Distribution
Sauf indication contraire, les informations mentionnées dans cette section peuvent être confirmées par les bases de données cinématographiques IMDb et Allociné,  présentes dans la section « Liens externes ».
- Roman Frayssinet : Sébastien
- Djimo : Patrick
- Ludivine Sagnier : Virginie Arioule
- Mathieu Kassovitz : Guillaume Kekchoz
- Anthony Bajon : Carcéral
- Kyan Khojandi : Gilbert
- Bun Hay Mean : Inspecteur Riad
- Hakim Jemili : Matoub Hassni
- Fadily Camara : Fadily
- Alban Ivanov : Guy Jordan
- Samy Naceri : Ben Ben
- Fary : L'épicier bio
- Pierre Palmade : Philippe, le père de Sébastien
- Kim Chapiron : voyant 1
- Romain Gavras : voyant 2
- Toumani Sangaré : voyant 3
- Omar Sy : chauffeur Uber
- Oxmo Puccino : vendeur de merguez
- China Moses : vendeuse de tacos
- Élie Semoun : présentateur de paris en ligne
- Marwa Loud : Leila Taïeb
- Heuss l'Enfoiré : Moula
- Lucas Omiri : Kheyssus
- Stavo : Mario
- Redouane Bougheraba : Kader
- Alexis Manenti : Alex
- Mohamed Henni
- Jean-Rachid Kallouche
- Alejandro Jodorowsky : homme mystérieux
- Vincent Cassel
- Olivier Barthélémy
- Ladj Ly

## Réception critique et box-office
Peu favorablement accueilli par la critique, le film est, selon Ouest-France, « un four monumental » n'attirant que 138 000 spectateurs en salle.

## Distinctions
- Festival international du film de comédie de l'Alpe d'Huez 2021 : sélection officielle